# Andrea Garghella
Andrea Garghella (ur. 20 września 1982 w Padwie) włoski siatkarz występujący obecnie w Serie A, w drużynie Sempre Volley Padwa. Gra na pozycji libero. Mierzy 192 cm.

## Kariera
- 1999–2001  Sempre Volley Padwa
- 2001–2002  Virtus Fano
- 2002-  Sempre Volley Padwa